# Hubert Ausbie
Hubert “Geese” Ausbie (* 25. April 1938 in Crescent (Oklahoma)) ist ein ehemaliger Basketballspieler. Er trug die Nummer 35 der Harlem Globetrotters, für die er von 1961 bis 1985 spielte.
1994 wurde ihm der Globetrotters Legends Ring verliehen. 1995 wurde er Head Coach und Manager of operations der Globetrotters.